# Революционное левое движение (Венесуэла)
Революционное левое движение (исп. Movimiento de Izquierda Revolucionaria, MIR) — левая марксистская политическая партия, действовавшая в Венесуэле с 1960 по 1988 год. Была создана членами левого крыла социал-демократической партии Демократическое действие из-за разногласий по внешней политике. В 1960-х годах действовала в подполье, участвуя в партизанской войне против венесуэльского правительства. В 1980-х годах сблизилась с партией Движение к социализму, с которой в 1988 году объединилась.

## История
Конец 1950-х и все 1960-е годы в историю Венесуэлы вошли как время болезненного перехода от военной диктатуры к демократии. Ситуацию в стране осложняли конфликт между венесуэльскими левыми и лидером правящей в те годы партии Демократическое действие Ромулом Бетанкуром, вызванный в первую очередь внешней политикой последнего, в том числе его поддержкой санкций против революционной Кубы и её исключения из Организации американских государств (ОАГ). В то время как умеренные и правые круги Венесуэлы ориентировались на США, левые предпочитали поддерживать кубинского лидера Фиделя Кастро и выражали недовольство вмешательством Вашингтона во внутренние дела страны. Помимо внешней политики многие в партии выражали несогласие с тем как Бетанкур борется с безработицей, проводит земельную реформу, а также с экономической и фискальной политикой правительства, считая, что они противоречат доктринальной основе Демократического действия. Результатом стал раскол Демократического действия, спровоцированный исключением из партии ряда молодёжных лидеров и членов, находившихся в оппозиции к Бетанкуру.
В 1960 году исключённые из рядов партии Доминго Альберто Ранхель, Гумерсиндо Родригес и Хосе Рафаэль Муньос организовали новую партию, названную Революционное левое движение (РЛД). Новая организация позиционировала себя как марксистская, антиимпериалистическая и антифеодальная партия, чья цель направить венесуэльский народ на путь социализма в рамках национальной революции.

### В подполье
4 мая 1962 года в Карупано (штат Сукре) произошло восстание военных, собирающихся свергнуть Бетанкура, инициировавшее ряд выступлений военных и левых, сотрясавших Венесуэлу на протяжении мая и июня. В ответ правительство Бетанкура 9 мая запрещает деятельность Коммунистической партии (КПВ) и РЛД, многие деятели обеих партий были арестованы. Уйдя в подполье, Компартия и РЛД развернули вооружённую борьбу против властей, которая завершилась только во время первого президентского срока Рафаэля Кальдеры. Для совместной борьбы лидеры РЛД приняли решение примкнуть к Вооружённым силам национального освобождения (исп. Fuerzas Armadas de Liberación Nacional, FALN), партизанскому формированию, созданному Компартией.
Не все в РЛД были готовы воевать. Несогласные с линией на ведение вооружённой борьбы во главе с Хорхе Дахером основали 20 августа 1962 года партию Народная демократическая сила (исп. Fuerza Democrática Popular, FDP), которая уже в 1963 году, на первых для себя выборах, смогла получить 9,43 % голосов на президентских выборах, где она выдвинула контр-адмирала Вольфганга Ларрасабаля Угуэто, и 9,58 % голосов на выборах в Национальный конгресс.
В 1965 году группа членов РЛД выходит из партии и присоединяется к Оппозиционному Демократическому действию, переименованному в Революционную партию национальной интеграции (исп. Partido Revolucionario de Integración Nacionalista, PRIN). На выборах в 1968 году партия набрала 2,41 %, сумев провести 4 своих представителей в Палату депутатов и одного человека в Сенат.

### Легализация
В конце 1968 года внутри РЛД разгораются ожесточённые споры о будущей политике партии, вызванные усталостью многих членов и сторонников от бесплодной вооружённой борьбы, приведший к разделению движения. Во многом раскол был вызван политикой умиротворения президента Рафаэля Кальдеры, первого в истории Венесуэлы главы государства от социал-христианской партии КОПЕЙ. В результате, в феврале 1969 года FALN был официально распущен. Большая часть повстанцев и их лидеров сложили оружие и вернулись к мирной жизни, включившись в политический процесс.
Споры о прекращении или продолжении вооружённой борьбы привели к тому, что Революционное левое движение разделилось на три группы. Крупнейшую фракцию РЛД во главе с Доминго Альберто Ранхелем образовали противники продолжения партизанской войны. Уже в 1973 году эта группа от имени Революционного левого движения приняла участие в очередных выборах. На президентских выборах они поддержали Хосе Висенте Ранхеля, кандидата близкого им Движения к социализму, созданному группой бывших партизан, отказавшихся от вооружённой борьбы.
Две другие группы решили продолжить вооружённую борьбу против властей. Одна из них, во главе с Карлосом Эфраином Бетанкуром образовала 20 января 1970 года марксистско-ленинское революционное Движение «Красный флаг» (исп. Movimiento “Bandera Roja”), сделав ставку на партизанские действия в сельском местности, где рассчитывала на поддержку крестьянства. Пережив ряд расколов, в 1990-х годах движение стало склоняться к ведению мирной политической борьбы и участию в выборах. В 1993 году один из лидеров «Красного флага» Габриэль Пуэрта Апонте принял участие в президентских выборах от имени Движения за народную демократию. В выборах 1998 года партия участвовала уже как легальная политическая сила. Третья группа во главе с Хорхе Родригесом и Хулио Эскалоном решила вести партизанскую борьбу в городах, сочетая её с легальными методами. Для этого в 1969 году были созданы подпольная Революционная организация (исп. Organización de Revolucionarios) и легально действующая Социалистическая лига (исп. Liga Socialista, LS). Позднее, один из лидеров РЛД Америко Мартин создал новую политическую группу под названием «Новая альтернатива» (исп. Nueva Alternativa).

### Участие в выборах
В 1973 году Хосе Висенте Ранхель, кандидат Движения к социализму, поддержанный РЛД, сумел набрать 4,26 % голосов. На выборах в Конгресс движение получило 1,0 % и впервые в своей истории получила депутатский мандат.
В 1978 году РЛД решило идти на президентские выборы самостоятельно, выдвинув юриста, политика и писателя Америко Мартина Грегорио, ранее члена левого крыла Демократического действия, позднее участника партизанского движения. За кандидата РЛД отдали свои голоса 0,98 % избирателей, а на выборах в Конгресс партия получила 2,35 % голосов, завоевав 4 места в Палате депутатов.
Начиная с 1982 года, основной тенденцией в РЛД становится процесс сближения с Движением за социализм. В 1983 году обе партии совместно выдвинули на выборах президента бывшего партизана, впоследствии политика и экономиста Теодоро Петкоффа, основателя и лидера Движения к социализму. За него проголосовали 3,46 % избирателей. На выборах в Конгресс партии пошли по отдельности и РЛД получило 1,58 % голосов, завоевав 2 мандата в Палате депутатов.
В 1988 году Движение к социализму и Революционное левое движение приняли участие в выборах совместно. На президентских выборах обе партии выдвинули во второй раз Теодоро Петкоффа. В этот раз он получил только 2,74 % голосов. Зато на выборах в Конгресс блок MAS-MIR (испанские аббревиатуры партий, составивших блок) выступил удачно, набрав 10,16 % голосов и завоевав 18 мест в Палате депутатов и 3 в Сенате. После выборов РЛД самораспустилось и большинство членов вступили в Движение к социализму.